# Ганс-Йоахім Шмідт-Вайхерт
Ганс-Йоахім Шмідт-Вайхерт (нім. Hans-Joachim Schmidt-Weichert; 7 травня 1915, Альтона — 12 серпня 1985) — німецький офіцер-підводник, капітан-лейтенант крігсмаріне.

## Біографія
3 квітня 1936 року вступив на флот. З 2 липня 1941 по 18 квітня 1942 і з 28 жовтня 1942 по 15 вересня 1943 року — командир підводного човна U-9, на якому здійснив 6 походів (разом 132 дні в морі), з квітня по 1 травня 1945 року — U-3501.

## Звання
- Кандидат в офіцери (3 квітня 1936)
- Морський кадет (10 вересня 1936)
- Фенріх-цур-зее (1 травня 1937)
- Лейтенант-цур-зее (1 жовтня 1938)
- Оберлейтенант-цур-зее (1 жовтня 1940)
- Капітан-лейтенант (1 серпня 1943)